# عقيبة (عفرين)
عقيبة  بلدة سوريّة تتبع إداريّاً لمحافظة حلب منطقة عفرين ناحية مركز عفرين، بلغ تعداد سكانها 5,400 نسمة حسب التعداد السكاني لعام 2015.